# روبرت ريفاس
روبرت ريفاس (Roberto Rivas) (مواليد 17 يوليو 1941) هو لاعب كرة قدم. يلعب مع منتخب السلفادور لكرة القدم. سبق له أن لعب في كأس العالم لكرة القدم مع منتخب بلاده.

## وصلات خارجية
- روبرت ريفاس على موقع الاتحاد الدولي (مؤرشف)  (الإنجليزية)
- روبرت ريفاس على موقع قاعدة بيانات كرة القدم.إي يو (الإنجليزية)
- روبرت ريفاس على موقع ناشيونال فوتبول تيمز (الإنجليزية)
- روبرت ريفاس على موقع Soccerway.com (الإنجليزية)
- روبرت ريفاس على موقع عالم كرة القدم.نت (الإنجليزية)
- روبرت ريفاس على موقع اللجنة الأولمبية الدولية (الإنجليزية)
- روبرت ريفاس على موقع أوليمبيديا (الإنجليزية)